# Perystaltyka
Perystaltyka – aktywność motoryczna w przewodzie pokarmowym, która powoduje przesuwanie pokarmu z przełyku aż do jego końcowego odcinka, czyli odbytnicy. Potocznie mianem perystaltyki określa się czasem wyłącznie ruchy perystaltyczne w jelicie.

## Przełyk
Przełyk jest to mięśniowa tuba, której ściana zbudowana jest z dwóch warstw mięśni: zewnętrznej ułożonej podłużnie i wewnętrznej o ułożeniu okrężnym. Skurcze mięśni są wywołane poprzez pokarm, który wywołuje tzw. zespół połykania (otworzenie zwieracza górnego przełyku). Powstaje tak zwany skurcz pierwszorzędowy (pierwotny), rozpoczynający się przy gardle, który ma prędkość 4 cm/s i przechodzi przez przełyk po 5–6 sekundach. Siła fali perystaltycznej narasta wraz z odległością od gardła, tak że po dojściu do żołądka powoduje otworzenie zwieracza dolnego przełyku. Czynność motoryczna przełyku obejmuje ponadto ruchy drugorzędowe (na skutek zalegania cząsteczek pokarmu, niezwiązane z połykaniem) oraz trzeciorzędowe (spontaniczne nieskoordynowane skurcze).
W pozycji pionowej przez przełyk najszybciej przechodzą płyny (około 1 sekundy), wolniej pokarmy (około 6 sekund). Człowiek stojący na głowie może jeść i pić. Pokarmy ciepłe przyspieszają perystaltykę przełyku, natomiast lodowate spowalniają.

## Żołądek

1. dno
2. krzywizna większa
3. trzon
4. (kolano)
5. jama odźwiernikowa
6. kanał odźwiernika
7. wcięcie kątowe
8. krzywizna mniejsza
9. fałdy żołądkowe
E. przełyk
D. dwunastnica

Pomimo swojej anatomicznej jedności, żołądek posiada dwie całkowicie odrębne części fizjologiczne – część proksymalną (obejmującą dno, wpust oraz górną część trzonu) oraz dystalną, obejmującą resztę żołądka.
Funkcją części pierwszej jest „magazynowanie” nadmiaru pożywienia, natomiast części dystalnej mieszanie i rozdrabnianie pokarmu. Aktywność motoryczna obu części jest oddzielnie regulowana.
Część proksymalna jest utrzymywana w stanie ciągłego skurczu dzięki tonicznej aktywności nerwu błędnego. Rozciąganie żołądka (świadczące o obecności nadmiaru pokarmu), hamuje nerw błędny co w konsekwencji powoduje zwiększenie pojemności. Gastryna, sekretyna także wpływają na powiększenie części proksymalnej (hormony te świadczą o obecności pokarmu).
Skurcze drugiej części są regulowane w sposób autonomiczny i nie podlegają dużej regulacji ze strony nerwów i hormonów. Główną rolą skurczy jest mieszanie i rozdrabnianie pokarmów. Są one generowane przez rozrusznik, znajdujący się na 2/3 górnych krzywizny większej i podążają w stronę odźwiernika. Po dojściu fali do odźwiernika ten zamyka się i fala perystaltyczna zawraca (retropulsja). Do dwunastnicy mogą przejść jedynie płyny oraz bardzo rozdrobniony pokarm. Skurcze żołądka są potęgowane przez gastrynę oraz nerw błędny, natomiast sekretyna hamuje motorykę.
Opróżnianie żołądka jest hamowane, jeżeli w opuszce dwunastnicy są obecne tłuszcze, produkty trawienia białek oraz cukry proste.

## Jelito cienkie
W jelicie cienkim występują dwa rodzaje skurczy: odcinkowe (segmentowe) oraz perystaltyczne. Skurcze odcinkowe, które odpowiadają za przesuwanie pokarmu, zachodzą z większą częstotliwością w proksymalnych niż w dystalnych częściach jelit.
Skurcz perystaltyczny polega na objęciu skurczem krótkiego odcinka (2–3 centymetry), który „wędruje” w stronę odbytu. Bayliss i Starling ustalili, że pobudzenie (nawet sztuczne) w jakimkolwiek miejscu jelita, powoduje zawsze obwodowy kierunek skurczu.
Aktywność motoryczna jelita jest regulowana na kilka sposobów:
Nerwowo:
- odruch żołądkowo-jelitowy – pobudza motorykę jelita, sygnalizuje o obecności pokarmu w żołądku
- odruch jelitowo-żołądkowy – hamuje motorykę żołądka, sygnalizuje żołądkowi nadmiar pokarmu w jelicie
- odruch jelitowo-jelitowy – hamuje motorykę jelita, sygnalizuje nadmierne i niebezpieczne rozciągnięcie jelita.

Hormonalnie:
- Zwiększają motorykę: gastryna, insulina
- Hamują motorykę: sekretyna, glukagon.

## Jelito grube
Poza charakterystycznymi dla jelita grubego skurczami odcinkowymi i perystaltycznymi, obecne są tutaj jeszcze skurcze propulsywne i masowe.
Skurcze propulsywne rozpoczynają się w losowym miejscu i biegną w obu kierunkach. Najczęściej występują w jelicie ślepym oraz w okrężnicy wstępującej.
Skurcze masowe odbywają się kilka razy dziennie. Tuż przed skurczem zanika pozostała aktywność motoryczna na całym obszarze jelita grubego. Masy kałowe są przesuwane do odbytnicy w ciągu 20–30 sekund.
Gastryna, cholecystokinina oraz stany emocjonalne zmieniają aktywność motoryczną, podobnie jak nerwy autonomiczne (odruchy jelitowo-jelitowe i żołądkowo-jelitowe). Morfina wzmaga skurcze i wchłanianie wody, co powoduje zaparcie.